# Wellershausen
Wellershausen ist eine Ortschaft in Radevormwald im Oberbergischen Kreis im nordrhein-westfälischen Regierungsbezirk Köln in Deutschland.

## Lage und Beschreibung

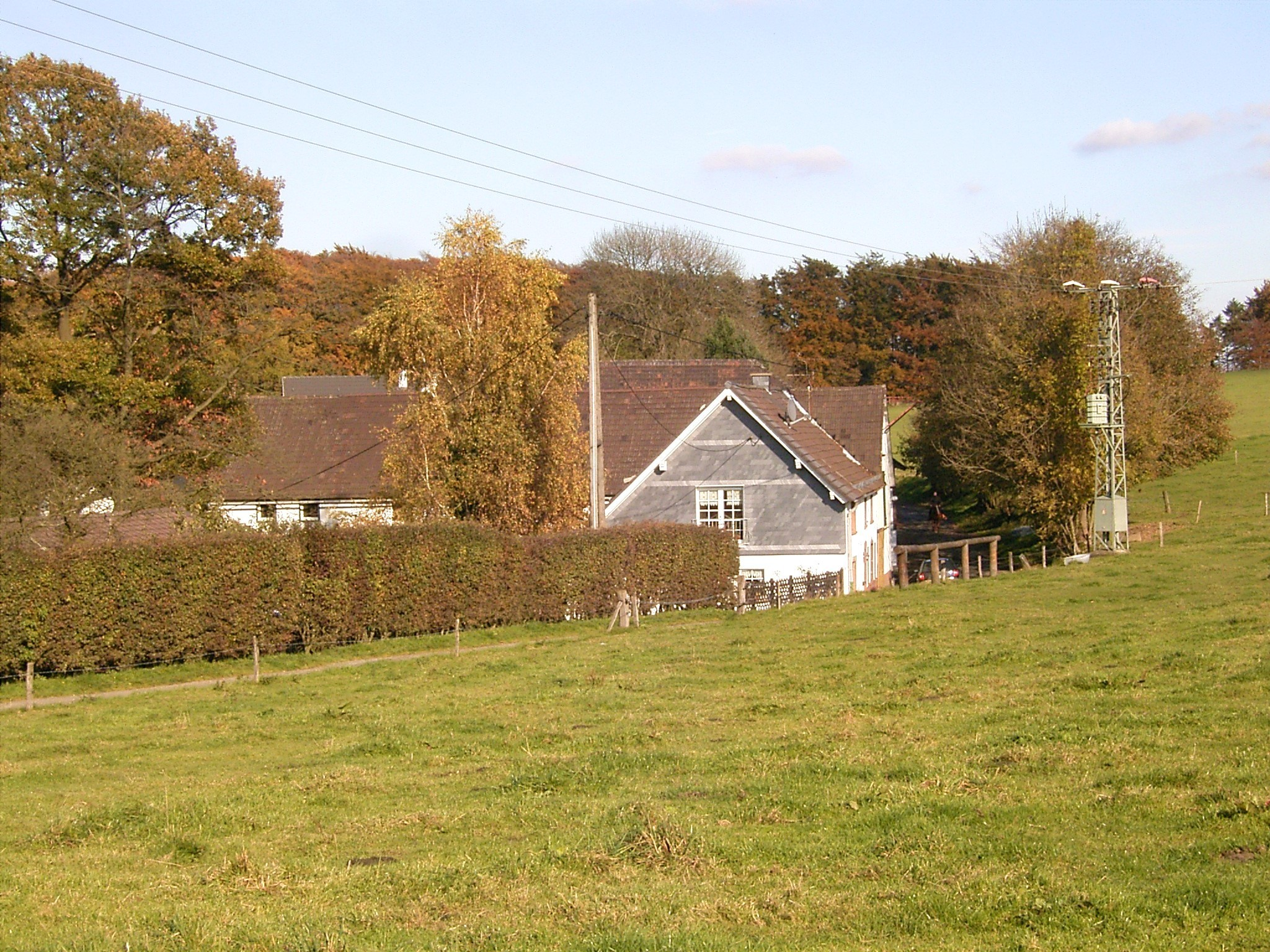
Ein Gehöft in Wellershausen

Wellershausen liegt im Nordosten von Radevormwald unmittelbar an der Stadtgrenze von Breckerfeld an der Ennepetalsperre. Die Nachbarorte heißen Born, Hinüber, Schlechtenbeck und auf dem Stadtgebiet von Halver die Ortschaft Osenberg.
Politisch wird der Ort durch den Direktkandidaten des Wahlbezirks 180 im Rat der Stadt Radevormwald vertreten.

## Geschichte
1469 wurde der Ort das erste Mal urkundlich erwähnt und zwar „Hz. Gerhard von Jülich-Berg verleiht dem Rutger Haken Mahlzwang über 22 Häuser bei Radevormwald.“ Die Schreibweise der Erstnennung war „Wellershuyssen“.
1715 wird ein Hof auf der Topographia Ducatus Montani mit der Ortsbezeichnung „Wellershus“ beschriftet. Die Topographische Aufnahme der Rheinlande von 1825 zeigt die Ortschaft auf umgrenztem Hofraum mit mehreren Gebäudegrundrissen. Der Ortsname lauten hier „Wellershausen“.
Die Ortschaft liegt unmittelbar an dem im Nordosten vorbeiführenden Teilabschnitts der Bergischen Landwehr, welcher von Wuppertal-Elberfeld bis nach Marienheide-Krommenohl reichte. Die Landwehr sicherte das Bergische Territorium vor Einfällen aus dem Märkischen. Der Heimatforscher Gerd Helbeck datiert die Entstehung dieser Landwehr auf das frühe 14. Jahrhundert.

## Wanderwege
Nahe der Ortschaft verläuft der Wanderweg:
- X3: Talsperrenweg